# Stephen Wolff

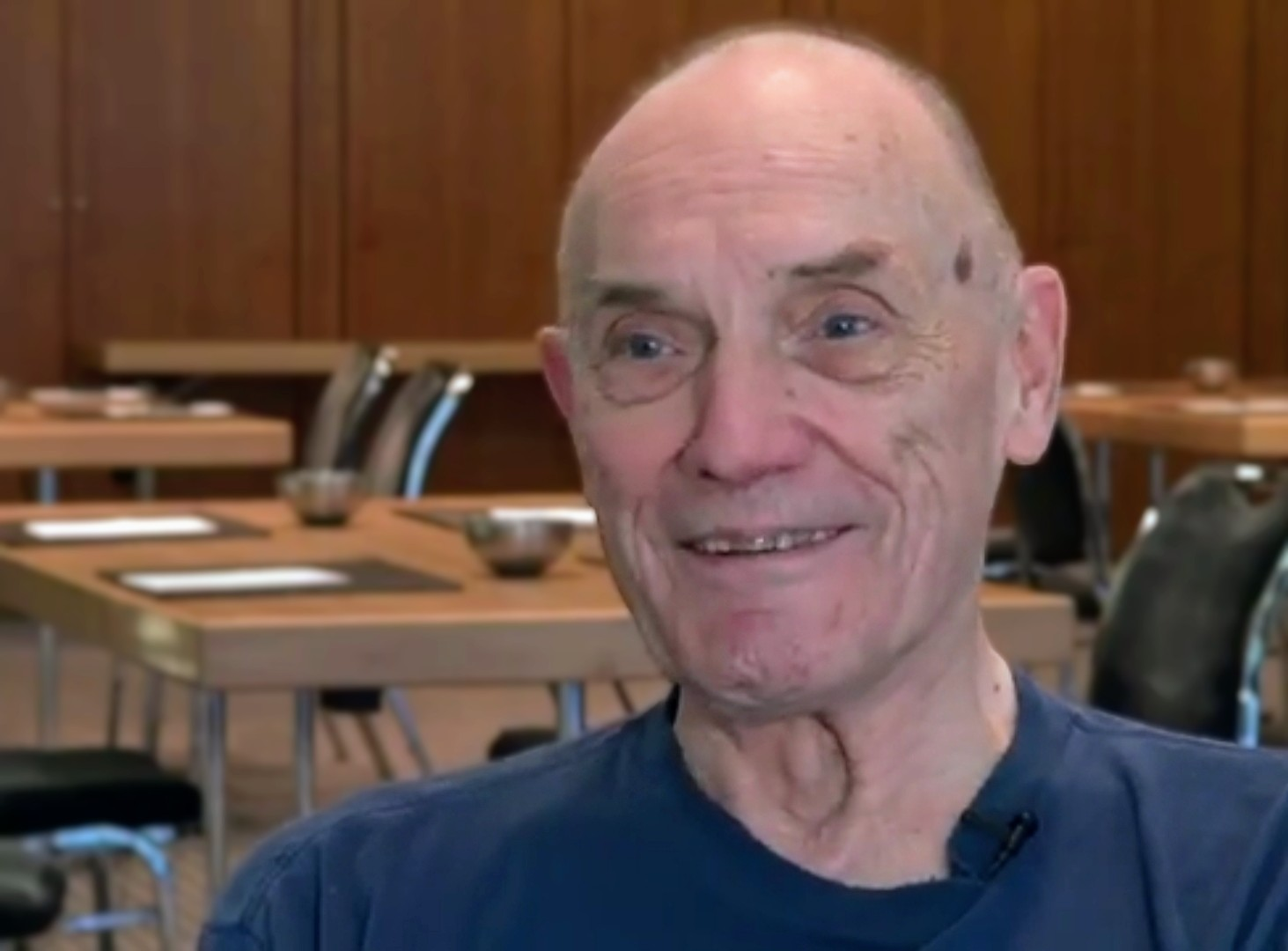
Stephen Wolff (2013)

Stephen Wolff ist ein US-amerikanischer Elektroingenieur und Internetpionier.

## Leben und Werk
Stephen Wolff erwarb 1957 einen B. Sc. mit höchster Auszeichnung in Elektrotechnik am Swarthmore College und 1961 einen Ph.D. in Elektrotechnik von der Princeton University. 1962 setzte er sein Studium mit einem Postdoktorat am Imperial College London fort. Zehn Jahre lang lehrte er Elektrotechnik an der Johns Hopkins University.
Fünfzehn Jahre lang arbeitete Wolff als Kommunikations- und Technologieforscher für die US-Armee. Während seiner Tätigkeit für die Armee führte Wolff Anfang der 1980er Jahre das Betriebssystem Unix in den Labors der Armee ein. Ebenfalls während seiner Arbeit für die Armee leitete Wolff eine Forschungsgruppe auf dem Aberdeen Proving Ground, die an der Entwicklung von Arpanet, einem wichtigen technologischen Vorläufer des Internets, und seiner Verbindung zum Netzwerk der Supercomputer der US-Armee beteiligt war.
1986 wurde Wolff Abteilungsleiter für Netzwerk- und Kommunikationsforschung und -infrastruktur bei der National Science Foundation (NSF) und arbeitete an der Kommerzialisierung des Internets, indem er ein staatlich finanziertes Netzwerk aufbaute, das das Arpanet-Design auf die zivile Welt ausdehnte, und es in den privaten Sektor ausgliederte. Er leitete das NSFNET-Projekt, das ein nationales Backbone-Netzwerk in den USA umfasste, das von NSF gesponserte Supercomputer-Zentren, regionale Forschungs- und Bildungsnetzwerke, Bundesbehördennetzwerke und internationale Forschungs- und Bildungsnetzwerke miteinander verband. Die fünf Supercomputerzentren befanden sich in Princeton, Cornell, der University of California in San Diego, der University of Illinois in Urbana-Champaign und der University of Pittsburgh. Wolff verwaltete auch Stipendien, um die Universitäten des Landes zu regionalen Netzwerken zu verbinden, die mit dem Backbone verbunden waren und so der akademischen Gemeinschaft universelle Konnektivität ermöglichten. Das NSFNET war mit dem Arpanet kompatibel, mit ihm verbunden und ersetzte es schließlich.
1994 verließ Wolff NSF und wechselte zu Cisco Systems, wo er an Projekten wie Internet2 und dem Abilene Network mitwirkte. Wolffs Karriere bei Cisco begann als Business Development Manager für das Programm der Academic Research and Technology Initiative. Dort hat Wolff das University Research Project (URP) vorangebracht, das akademische Forschungskandidaten mit Stipendien zur Weiterentwicklung der Netzwerktechnologie unterstützt. Am 31. März 2011 wurde er zum Interimvizepräsidenten und Chief Technology Officer von Internet2 ernannt.
2002 zeichnete die Internet Society Wolff mit dem Postel Award aus. 2013 wurde er in die Internet Hall of Fame aufgenommen.